# کلیولند شو
کلیولند شو یا نمایش کلیولندها یا نمایش خانواده کلیولند (به انگلیسی: The Cleveland Show) نام یک مجموعه پویانمایی آمریکایی است که از شبکه فاکس پخش می‌شود. کلیولند براون پسرش کلیولند جونیور، ابتدا در مجموعه مرد خانواده حضور داشتند. در سال ۲۰۰۹، این مجموعه که دربارهٔ خانوادهٔ آن‌هاست، کلید خورد.
در ۱۳ مه ۲۰۱۳ فاکس اعلام کرد ادامه ساخت این مجموعه کنسل شده‌است.